# 常春藤鳞果星蕨
常春藤鳞果星蕨（学名：Lepidomicrosorium hederaceum）为水龙骨科鳞果星蕨属下的一个种。

## 扩展阅读
維基物種上的相關：常春藤鳞果星蕨